# Вись
Вись — село в Україні, у Мар'янівській сільській громаді Новоукраїнського району Кіровоградської області. Населення становить 271 осіб. Орган місцевого самоврядування — Мар'янівська сільська рада.

## Населення
Згідно з переписом УРСР 1989 року чисельність наявного населення села становила 282 особи, з яких 120 чоловіків та 162 жінки.
За переписом населення України 2001 року в селі мешкало 269 осіб.

### Мова
Розподіл населення за рідною мовою за даними перепису 2001 року:
| Мова       | Відсоток |
| ---------- | -------- |
| українська | 97,79 %  |
| російська  | 1,85 %   |
| молдовська | 0,37 %   |